# Разрыв двойственности
Разрыв двойственности — это разница между прямым и двойственным решениями. Если {\displaystyle d^{*}} является оптимальным значением двойственной задачи, а {\displaystyle p^{*}} является оптимальным значением прямой задачи, то разрыв двойственности равен {\displaystyle p^{*}-d^{*}}. Это значение всегда больше либо равно нулю (для задач минимизации). Разрыв двойственности равен нулю тогда и только тогда, когда имеет место сильная двойственность. В противном случае разрыв строго положителен, и имеет место слабая двойственность.

## Описание
В общем случае пусть дана двойственная пара разделённых локально выпуклых пространств {\displaystyle \left(X,X^{*}\right)} и {\displaystyle \left(Y,Y^{*}\right)}. Тогда, если дана функция {\displaystyle f:X\to \mathbb {R} \cup \{+\infty \}}, мы можем определить прямую задачу как
{\displaystyle \inf _{x\in X}f(x).\,}
Если есть ограничения, они могут быть встроены в функцию {\displaystyle f} путём добавления индикаторной функции {\displaystyle I} на ограничениях — {\displaystyle f=f+I}. Тогда пусть {\displaystyle F:X\times Y\to \mathbb {R} \cup \{+\infty \}} будет функцией возмущений, такой что {\displaystyle F(x,0)=f(x)}. Разрыв двойственности — это разность, которая задаётся формулой
{\displaystyle \inf _{x\in X}[F(x,0)]-\sup _{y^{*}\in Y^{*}}[-F^{*}(0,y^{*})]}
где {\displaystyle F^{*}} — сопряжённой функцией от обоих переменных.

## Альтернативы
В вычислительной оптимизации часто упоминается другой «разрыв двойственности», который равен разности значений между любым решением и значением допустимого, но подоптимального значения прямой задачи. Этот альтернативный «разрыв двойственности» количественно выражает расхождение между значением текущего допустимого, но подоптимального значения прямой задачи, и значением двойственной задачи. Значение двойственной задачи, по условиям регулярности, равно значению выпуклой релаксации прямой задачи. Выпуклая релаксация — это задача, которая получается путём замены невыпуклого множества допустимых решений на его замкнутую выпуклую оболочку и заменой невыпуклой функции на её выпуклое замыкание, то есть на функцию, надграфик которой является замкнутой выпуклой оболочкой надграфика исходной целевой функции прямой задачи .